# Église Notre-Dame de Bourgougnague
Pour les articles homonymes, voir Église Notre-Dame.
L'église Notre-Dame est une église catholique située à Bourgougnague, en France.

## Localisation
L'église est située dans le département français de Lot-et-Garonne, à Bourgougnague.

## Historique
La première église a été construite au XIIIe siècle. Elle a été complètement remaniée au XVe siècle. Les murs ont été décorés au XIVe et XVe siècles. Des fresques du XVe siècle représentant les Sept pêchers capitaux ont été redécouvertes récemment.
Dans le chœur des peintures ont été réalisées par Giovanni Carlo Masutti,,, peintre d'origine italienne, ayant œuvré dans d'autres églises du département.
L'édifice est inscrit au titre des monuments historiques le 27 août 2013.